# Pardosa riveti
Pardosa riveti là một loài nhện trong họ Lycosidae.
Loài này thuộc chi Pardosa. Pardosa riveti được Lucien Berland miêu tả năm 1913.